# Masakr u Wounded Knee
Masakr u Wounded Knee známý též jako bitva u potoka Wounded Knee, byl poslední větší ozbrojený konflikt mezi Siouxy – Lakoty a Spojenými státy, který Generál Nelson A. Miles označil za „masakr“, ve svém dopise komisaři pro indiánské záležitosti.

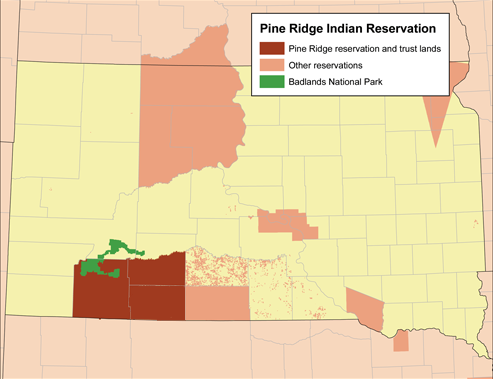
Poloha indiánské rezervace Pine Ridge (tmavě hnědá barva)

Masakru předcházely velké nepokoje v rezervacích vyvolaných novým náboženstvím Tance duchů. 15. prosince 1890 se pro jistotu rozhodla indiánská policie ve Standing Rocku zatknout nejvlivnějšího indiána, Sedícího býka. Během zatýkání však došlo k šarvátce, při níž zemřelo 6 policistů a 8 indiánů, včetně Sedícího býka.
Dne 29. prosince 1890 500 vojáků 7. kavalerie armády Spojených států, podporovaných lehkým dělostřelectvem, obklopilo skupinu indiánů kmene Siouxů na území indiánské rezervace Pine Ridge  (na jihozápadě amerického státu Jižní Dakota u hranic s Nebraskou) s rozkazem přivést je na železnici k transportu do Omahy.
Podle mínění českého etnografa Miloslava Stingla způsobil masakr plukovník James W. Forsyth. Jeden z indiánů postižený hluchotou jménem Černý Kojot neslyšel totiž rozkaz odevzdat zbraně. Plukovník Forsyth kvůli této neposlušnosti proto nařídil postřílet indiánský tábor s bezbrannými a od únavy polomrtvými lidmi.
Po masakru byl plukovník Forsyth předán kárnému řízení za neoprávněný zásah. Později mu byly všechny pocty vráceny a byl povýšen na generála, a 20 jeho mužů dokonce obdrželo nejvyšší americké vyznamenání za statečnost, Medaili cti.

## Odkaz v kultuře
Událost inspirovala folkového zpěváka a písničkáře Tonyho Linharta ze skupiny Pacifik ke složení písně Poraněný koleno a k tématu se vrací v písni Malý velký muž. Zpěvačka Radůza se ve své „indiánské“ ukolébavce Wounded Knee dotýká pouze místa (potok Wounded Knee), samotnou událost píseň nikterak nereflektuje. (Reflektuje ji ovšem „povídka“, která s písní bezprostředně souvisí.) V roce 1990 slovenský zpěvák Robo Grigorov na svém třetím albu Národ kanibal vydal píseň „Moje srdce pochovajte pri Wounded knee (Tribute to Russell Means)“.
Události a jejím širším souvislostem se věnuje kniha Dee A. Browna, která v českém překladu vyšla pod názvem „Mé srdce pohřběte u Wounded Knee“ (Odeon, 1976). Podle knihy byl v roce 2007 natočen stejnojmenný film z produkce HBO. Událost je také několikrát zmíněna ve videohře BioShock Infinite, ve které je hned několik hlavních postav (včetně samotného protagonisty) veterány z masakru u Wounded Knee.. 
V roce 1974 vznikla rozhlasová hra dr. Jiřího Jahna Wounded Knee, v níž se autor věnuje indiánské okupaci Wounded Knee v roce 1973. Indiáni tehdy v místním kostele zajali několik místních obyvatel a prohlásili, že je propustí jen když se bude Bílý dům zabývat jejich požadavky na rovná práva pro Indiány.  Hra v režii autora a Gustava Heverleho je dobově ideologicky zabarvená.

## Galerie

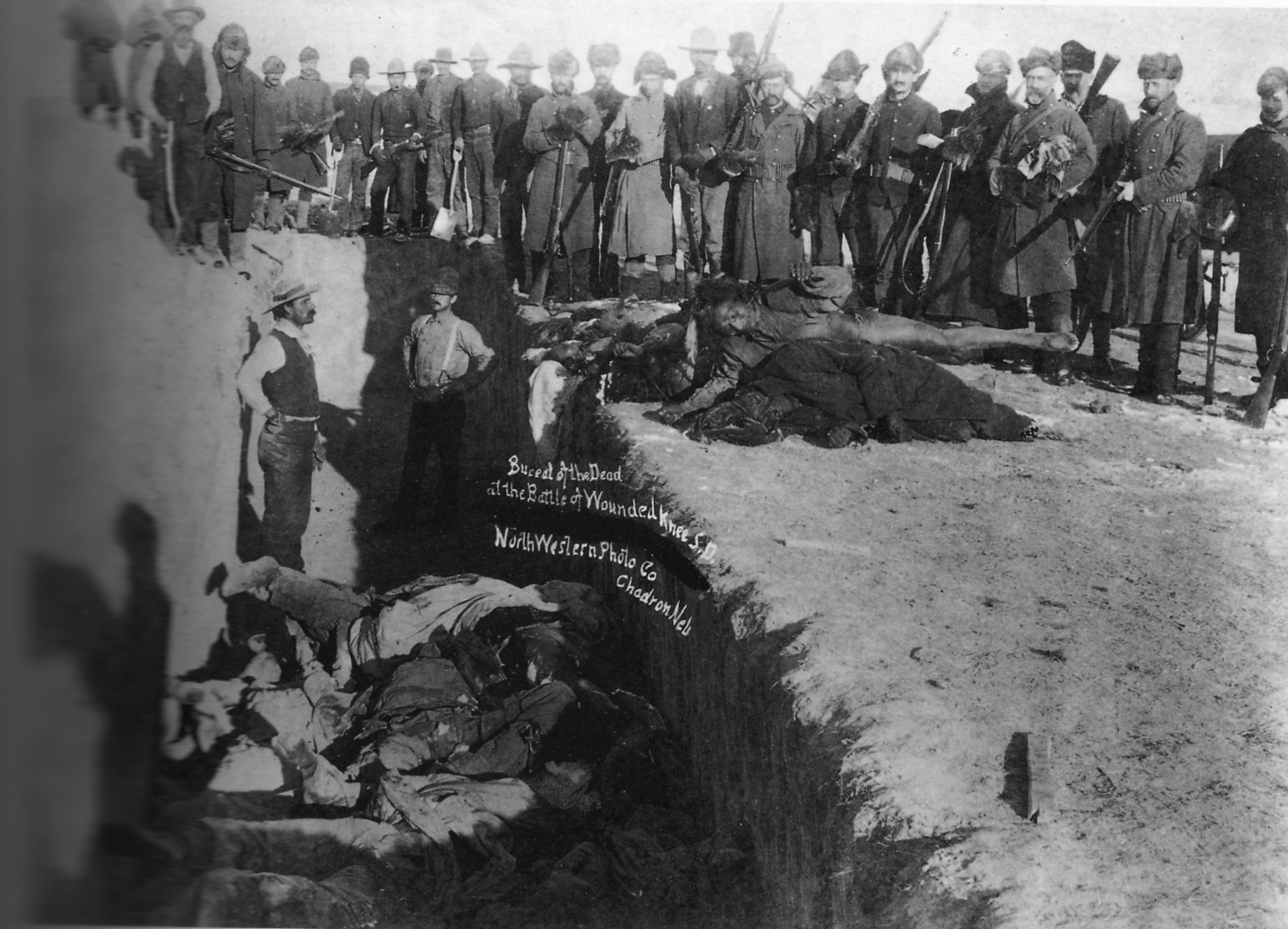
Masový hrob Indiánů u Wounded Knee
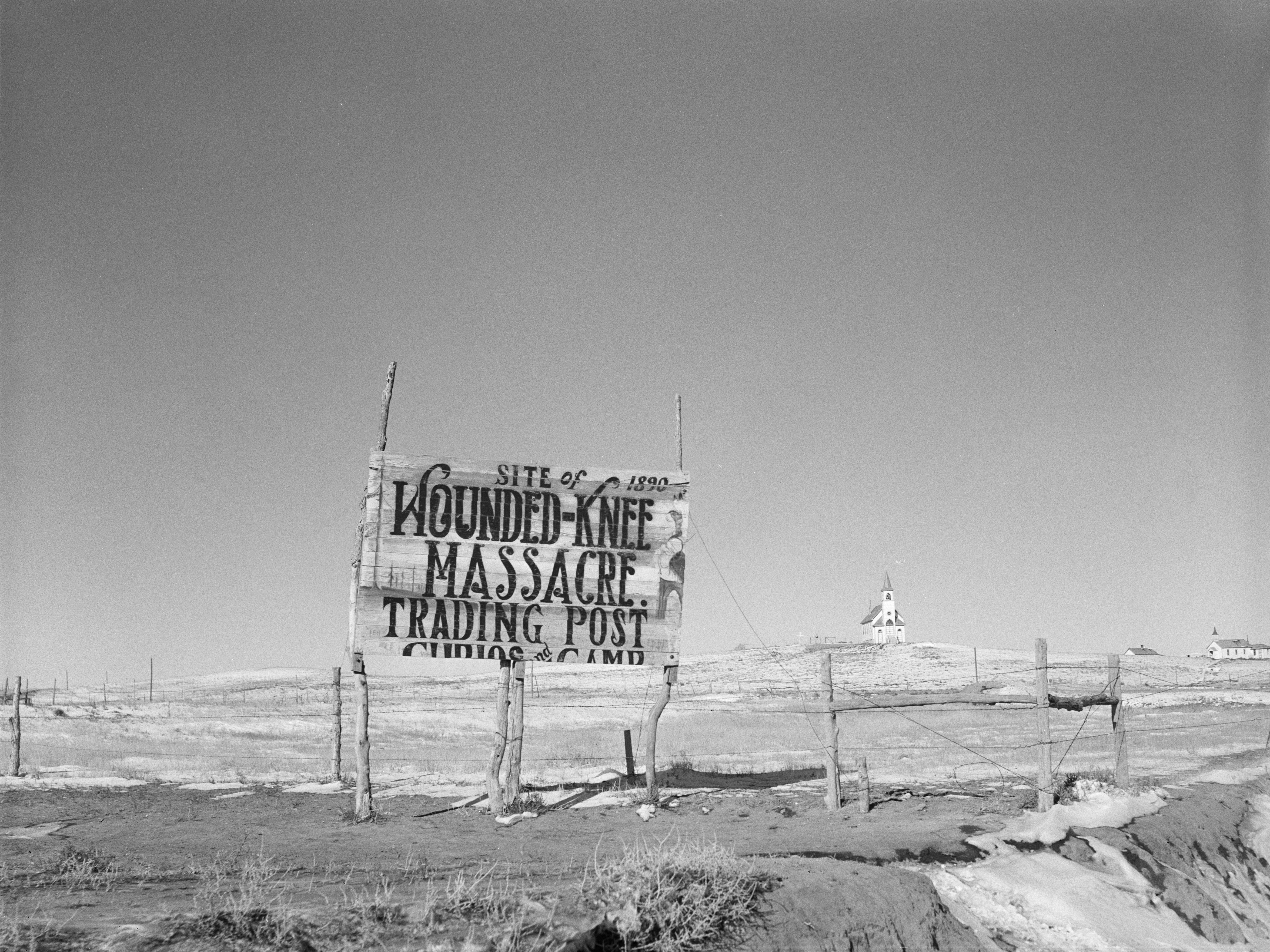
Historický snímek místa masakru s katolickým kostelíkem v pozadí
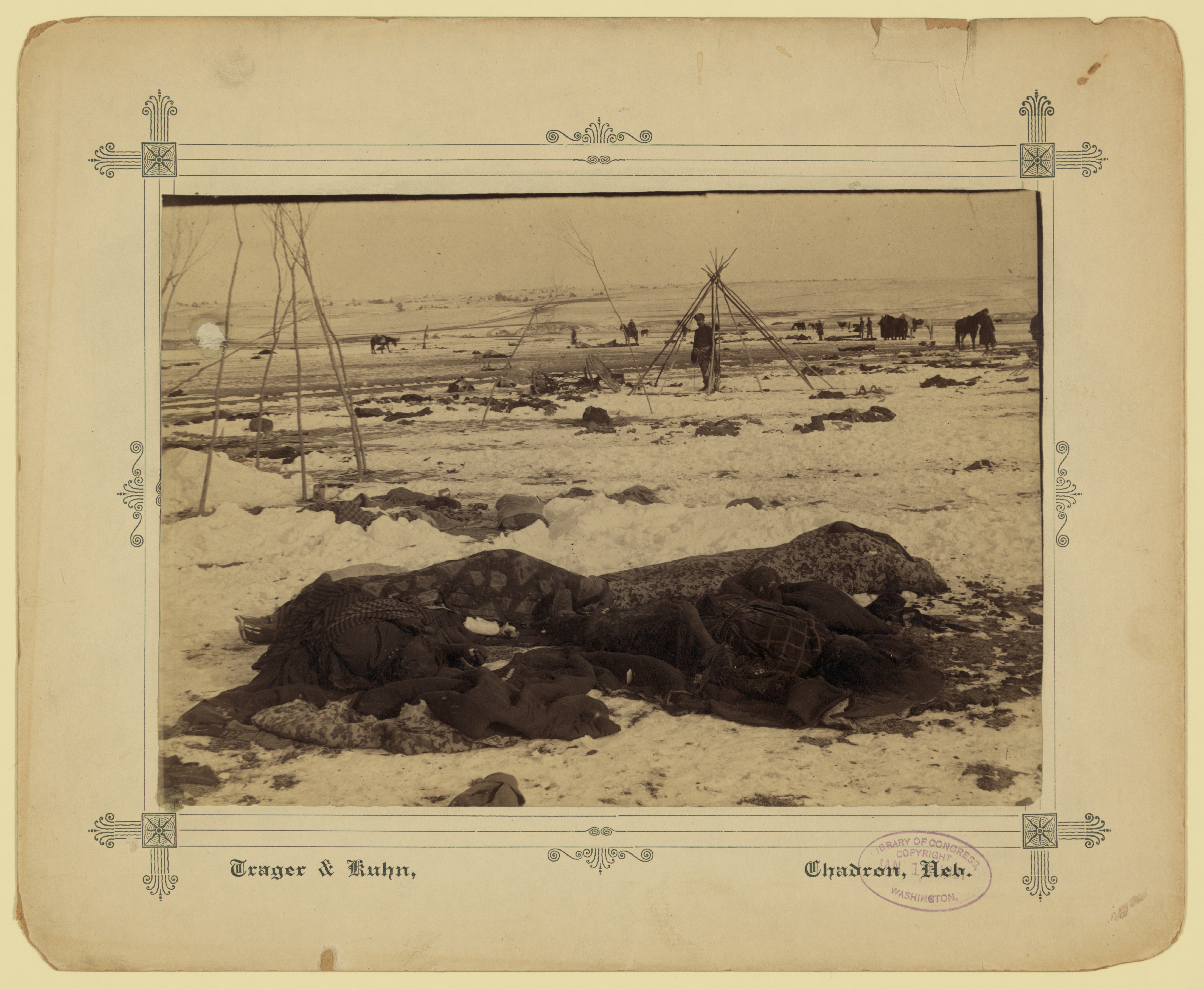
Indiánský tábor po masakru, v popředí zastřelené ženy
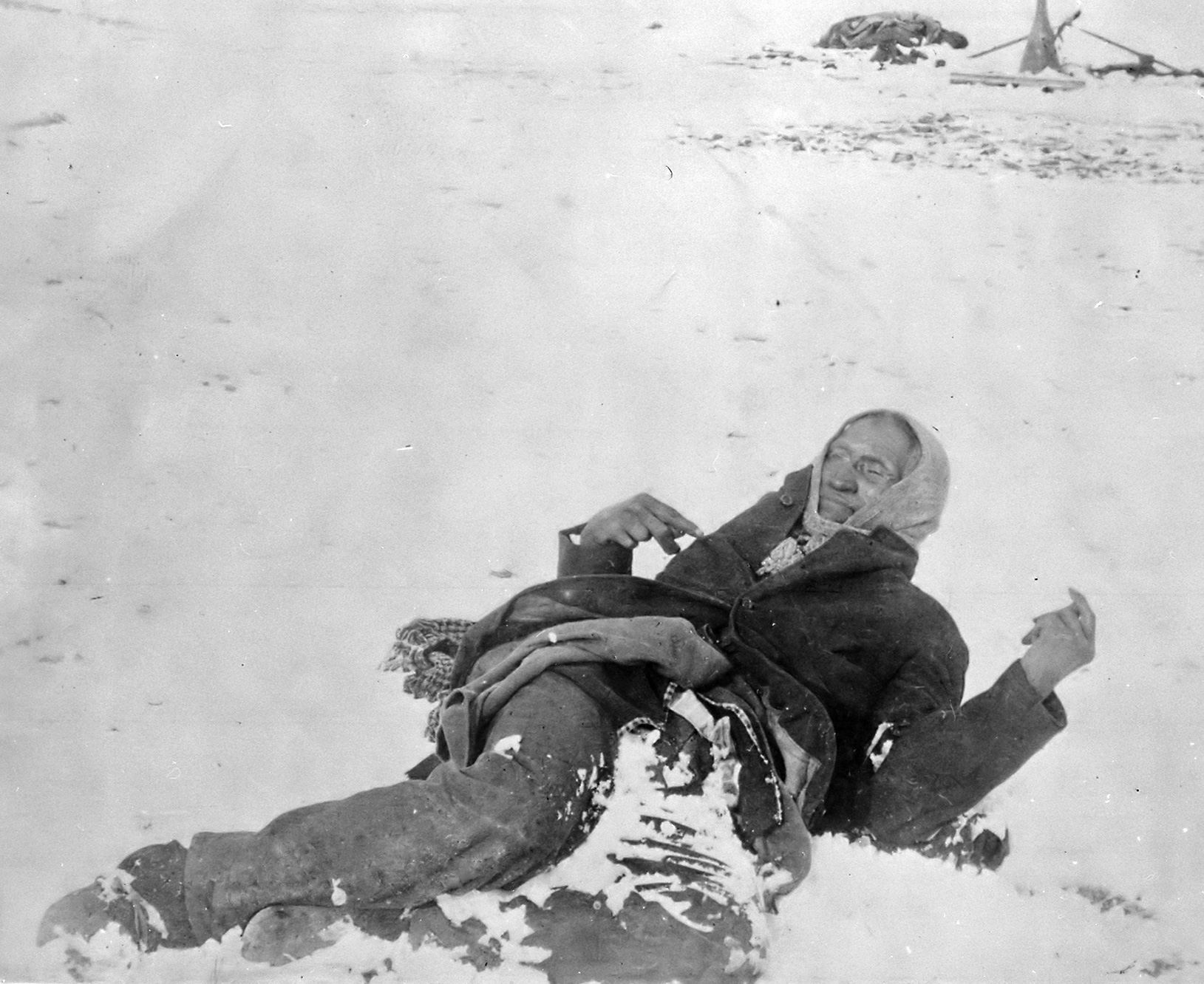
Náčelník Big Foot leží mrtev ve sněhu.
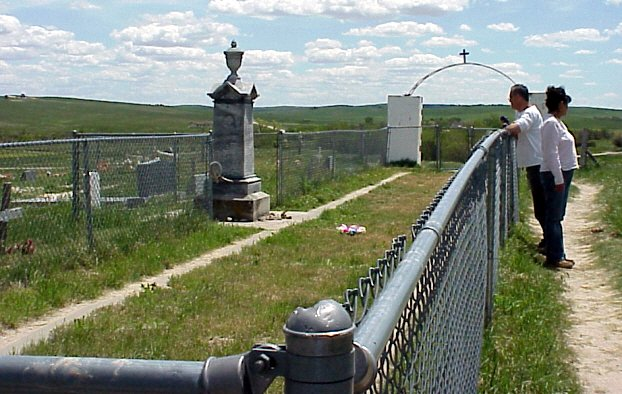
Hromadný hrob obětí masakru (rok 2003)